# Johann Karl Theodor von Otto
Johann Karl Theodor von Otto, född den 4 oktober 1816 i Jena, död den 11 januari 1897, var en tysk protestantisk teolog.
von Otto var 1851—87 professor i kyrkohistoria vid Wiens universitet och upphöjdes 1871 i österrikiskt riddarstånd. Som författare riktade han egentligen den patristiska litteraturen. Hans främsta arbete är Corpus apologetarum christianorum saeculi secundi (9 band, 1842—72; 3:e upplagan 1876—81).